# Phare antique

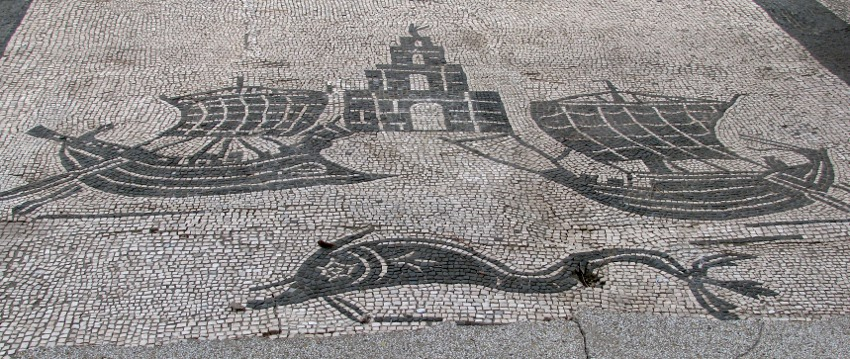
Voiliers de commerce et phare antique : mosaïque de la Place des Corporations, Ostie

Les phares antiques sont les premières signalisations maritimes à feux apparues avec le développement de la marine. Ils sont attestés chez les Grecs  et les Romains, et peut-être déjà chez les Puniques, voire dès l'époque des Minoens. 

## Contexte
Avec l'apparition très précoce du commerce maritime et son essor durant tout l'Antiquité, il a fallu assurer la sécurité des transports et plus globalement la maîtrise des voies de communications. Ainsi, de grandes puissances comme Athènes, Carthage ou Rome, s’appuient sur d’importantes forces navales afin d’assurer leur hégémonie. Les Anciens cherchent également à minimiser les dangers de la navigation grâce à : 
- une optimisation des traversées grâce à des innovations techniques visant à rendre les navires plus résistants et plus rapides en haute mer.
- une meilleure connaissance des astres, des vents et du littoral, afin que les navigateurs, sans carte ni instruments, puissent mieux se repérer et s’orienter en mer.

C'est dans cette perspective que les Anciens mettent en place des systèmes de signalisation maritime pour améliorer la visibilité des terres depuis le large. Les phares antiques, parfois très élevés, se découpent à l’horizon en matérialisant la côte et, de nuit, portent des feux pour indiquer l’entrée du port. Ces constructions se généralisent durant l’Antiquité en même temps que s’intensifient les relations maritimes : on en trouve sur tout le pourtour méditerranéen et même sur les côtes atlantiques de l’Europe (Espagne, Grande-Bretagne, etc.).

## La visibilité des côtés: amers et tours lumineuses
La navigation à l'estime des Anciens est peu précise. Atteignant la côte dans un secteur plus ou moins large par rapport à sa destination finale, le pilote doit achever ensuite sa route par une navigation de cabotage : il connait donc le dessin du littoral et sait reconnaître amers naturels et signalisation maritime.

### Les amers

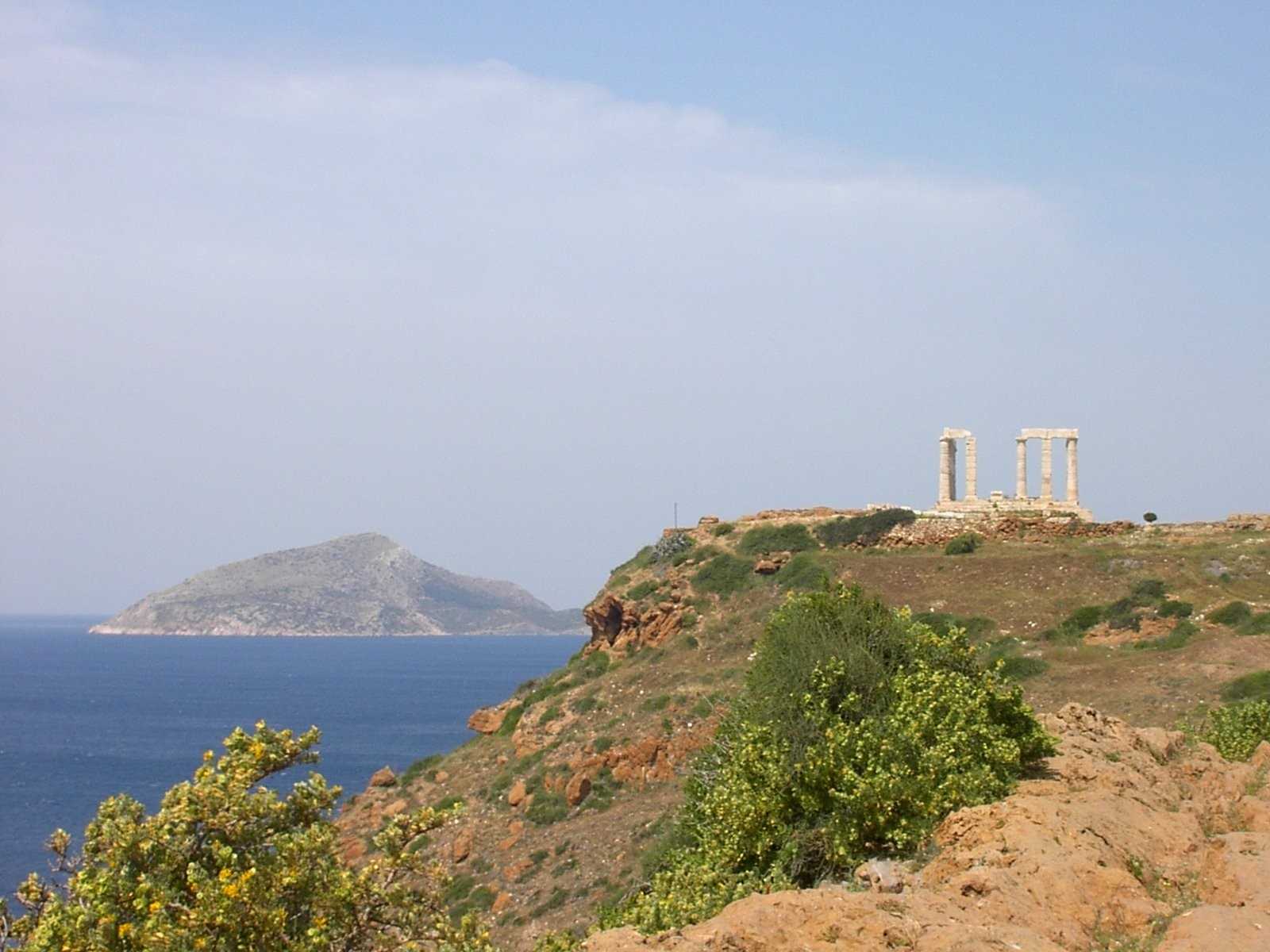
Les ruines du temple de Poséidon au sommet du cap Sounion : un repère immanquable depuis la mer

Les amers, points de repère fixes et identifiables sans ambiguïté, sont des éléments d’orientation permettant de reconnaître avec certitude un lieu. Les montagnes, permettant l’identification de tronçons entiers de côtes, constituent les principaux amers naturels : le mont Athos, l’Etna, etc. Les îles offrent également de multiples points de repères.
Un grand nombre de ces amers sont d’origine humaine : les sanctuaires construits sur les caps, notamment, ont un rôle essentiel pour qui arrive de la haute mer puisqu'ils sont des repères immanquables pour les marins. Ainsi, on trouve au sommet du cap Sounion les ruines du temple de Poséidon bâti au Ve siècle av. J.-C. : le navigateur en danger peut invoquer la divinité pour que celle-ci vienne à son secours !
Des réseaux de tours peuvent également signaler le littoral. Strabon signale celles de Camargue, érigées pour marquer le rivage particulièrement bas et dangereux, et pour symboliser l’appartenance de ces terres à la cité de Massalia.

### Les tours lumineuses
L’existence d’une signalisation lumineuse ne fait aucun doute pour l’Antiquité : primitivement des feux, allumés sur les promontoires du littoral, puis, à l’entrée des ports, des tours au-dessus desquelles brûle un feu. Leur but est d’abord de signaler la présence de la terre depuis le large afin de ne pas être drossé à la côte lors d’une navigation nocturne. Ainsi sont construits dès le VIe siècle av. J.-C. des phares sur certains promontoires de l'île de Thasos afin de faciliter l'approche de la ville. De même, l'île de Délos semble avoir possédé plusieurs phares. 
Des réseaux de phares ont été créés par les Carthaginois sur la côte nord de l'Afrique et en Espagne, comme l'atteste Pline l'Ancien en mentionnant les « tours d'Hannibal ». Ils servent à la foi de signalisations pour les marins et pour la transmission de signaux lumineux.
Pour les sites facilement visibles depuis le large, les solutions envisagées sont sans doute plus modestes que pour les côtes basses sans amer où sont construits les plus célèbres phares de l'Antiquité (dont les phares d'Alexandrie, d'Ostie et Portus, ou de Leptis Magna).

## Des constructions de prestige

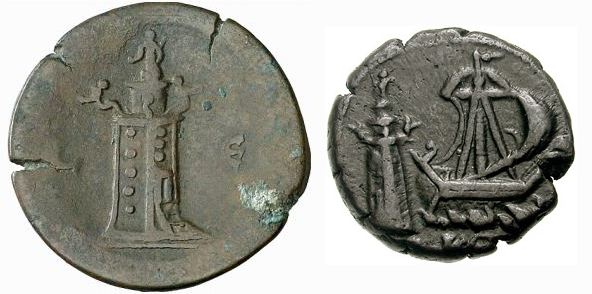
Monnaies de bronze frappées à Alexandrie sous Antonin le Pieux et Commode

Les phares, dans l'Antiquité, sont également des symboles tant leur architecture est parfois extraordinaire, comme à Alexandrie ou à Ostie. Certains sont en effet des prouesses techniques et par conséquent des constructions de prestige qui participent à la monumentalité du port en indiquant son entrée. La grande variété de formes (nombre et forme des étages) et de décors (statues, ouvertures, etc.) des phares antiques souligne sans doute ce souci esthétique. 
On cherche sans doute durant toute l'Antiquité à égaler le phare d'Alexandrie, haut de 135 mètres et composé de trois étages. Les fouilles très médiatisées de ce site n'ont cessé de souligner le caractère monumental de cet édifice. Il est le symbole de la cité et on le retrouve sur de nombreuses monnaies alexandrines.

## « Pour le salut des navigateurs »
Les phares ont pour rôle de garantir le salut des marins, comme le rappelle l'inscription qui se trouvait sur le phare d'Alexandrie : « Sostratos, fils de Déxiphanès, de Cnide, aux dieux Sauveurs, pour le salut des navigateurs ». En effet, ils signalent la présence de la terre depuis le large, appelant à la fois à la vigilance (le pire des dangers étant d'être drossé à la côte) et signalant avec précision le port et l'accès à la rade. 
Les phares antiques sont le plus souvent couronnés par une statue d'une divinité : dédiés à un dieu sauveur, les phares sont alors pour les navigateurs l'instrument de la divinité. Les marins n'hésitent pas à confier leur navigation aux divinités des ports (sanctuaires et phares), à les prier en pleine mer et à les remercier en arrivant à bon port.
Les premiers chrétiens font du phare un des symboles du Christ : tel un phare dans la nuit, le Ressuscité conduit le monde par sa lumière, guidant la barque de l'Église.

## Les célèbres phares de l'Antiquité

### Méditerranée orientale
- Le phare d'Alexandrie, en Égypte antique : haut de {{unité}135|m}} de haut, construit en pierre blanche, composé de trois étages (carré, octogonal et cylindrique). Son architecte est Sostratos de Cnide.
- Le phare de Taposiris Magna (actuel Abousir), en Égypte : copie au quart du phare d'Alexandrie[11].
- Les phares grecs de Thasos, en Grèce : plusieurs phares sont construits dès le VIe siècle av. J.-C. sur certains promontoires de l'île. Celui du cap Pygros portait une inscription en mémoire d'Akératos[12].
- Le phare romain de Leptis Magna (actuel El Khums), en Libye : ce phare à trois étages carrés a été aménagé à l'époque des Sévères sur le môle nord du port.

### Méditerranée occidentale
- Le Phare de Caesarea de Maurétanie (Cherchell) en Algérie : Aménagé sur l'ilot Joinville, il ne subsiste que les fondations d’après J.Lassus[13] ce phare mesurait 36m de haut[14].

- Le phare romain d'Ostie, en Italie : l'entrée du port aménagé par Claude dès 42 ap. J.-C. est signalé par un phare à quatre étages. Il se situait sur une île à en croire Pline l'Ancien[15] et des monnaies émises sous Néron ; les fouilles ont révélé l'existence d'une jetée continue depuis le phare.
- Le phare de Messine, au Cap Peloro, représenté sur les monnaies de Pompée.https://marine-antique.net/denier-sextus-pompee-avec-navire-et-phare.
- Le phare romain de Capri (Capraea) : non loin de la villa Jovis, ce phare mentionné par Suétone[16] s'écroule dans un tremblement de terre quelques jours avant la mort de l'empereur Tibère.
- Le phare romain de l'îlot rocheux dénommé le Lion de Mer, face à Fréjus (Forum Julii), en France : vestiges circulaires, sans doute ceux d'un phare. On a longtemps considéré la lanterne d'Auguste comme un phare, mais les chercheurs rejettent aujourd'hui cette hypothèse : cette construction de faible hauteur, pleine et fermée, serait au mieux un amer[17].

### Atlantique
- Le phare romain de La Corogne (Brigantium), en Espagne, ou Tour d'Hercule : seul phare qui soit resté au même emplacement, sur les mêmes fondations et avec la même fonction. Son architecte est C. Servius Lupus[18].
- Le phare romain de Douvres (Dubris), en Grande-Bretagne : la partie basse de la tour est romaine sur 13 mètres de hauteur (octogonale), sa partie haute entièrement médiévale.
- Le phare romain de Boulogne-sur-Mer (Gesoriacum), en France, ou Tour d'Ordre : sa construction est attribuée à Caligula en 39 ap. J.-C.[19]. Il se composait de 12 étages octogonaux.
- La tour de Kalla à Brittenburg près de Katwijk aan Zee aux Pays-Bas, selon l'historien romain Suetone, un phare aurait été construit par l'empereur Caligula dès l'an 40 pour commémorer une victoire maritime[20].

### Images

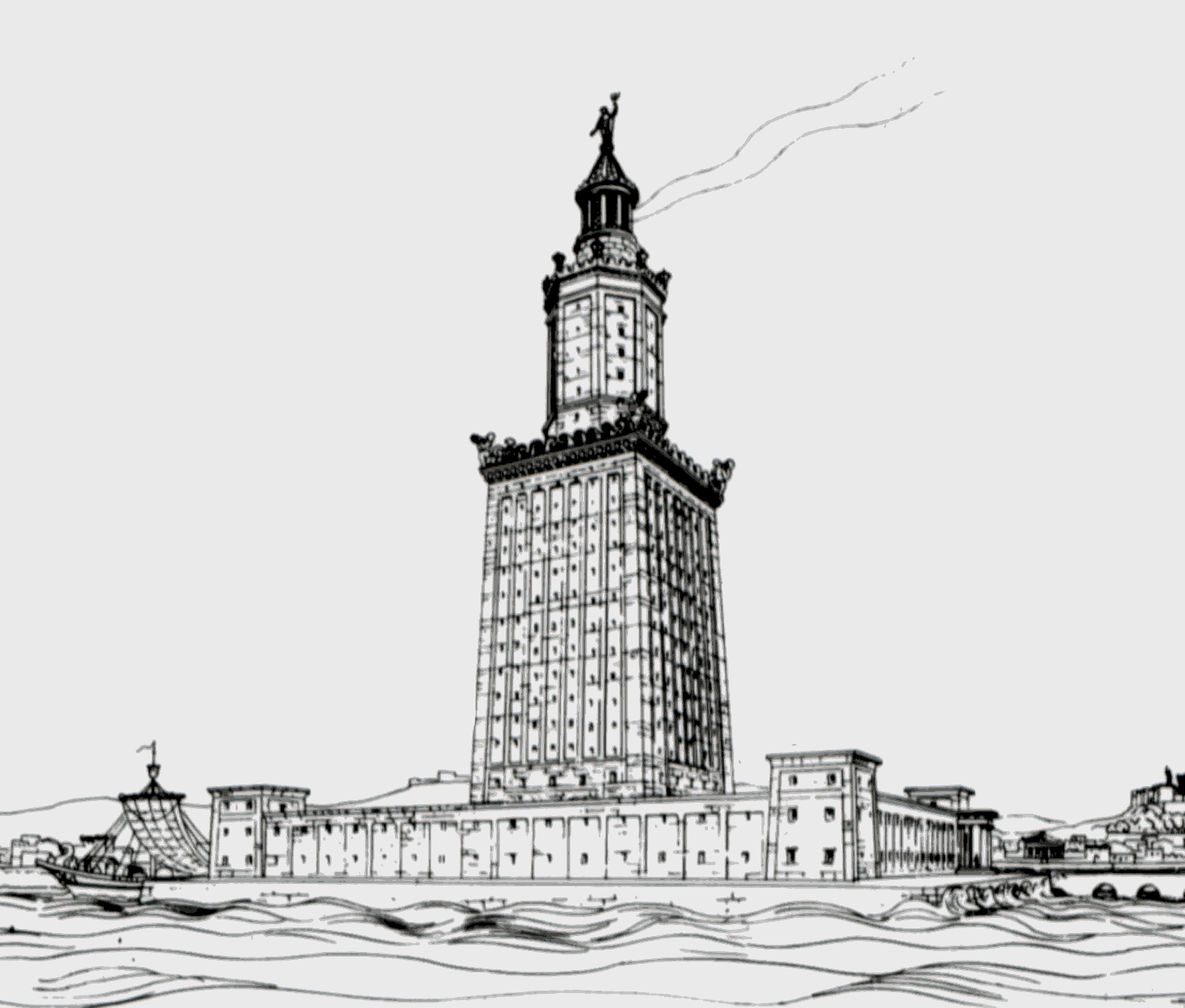
Reconstruction graphique du phare d'Alexandrie par H. Thiersch
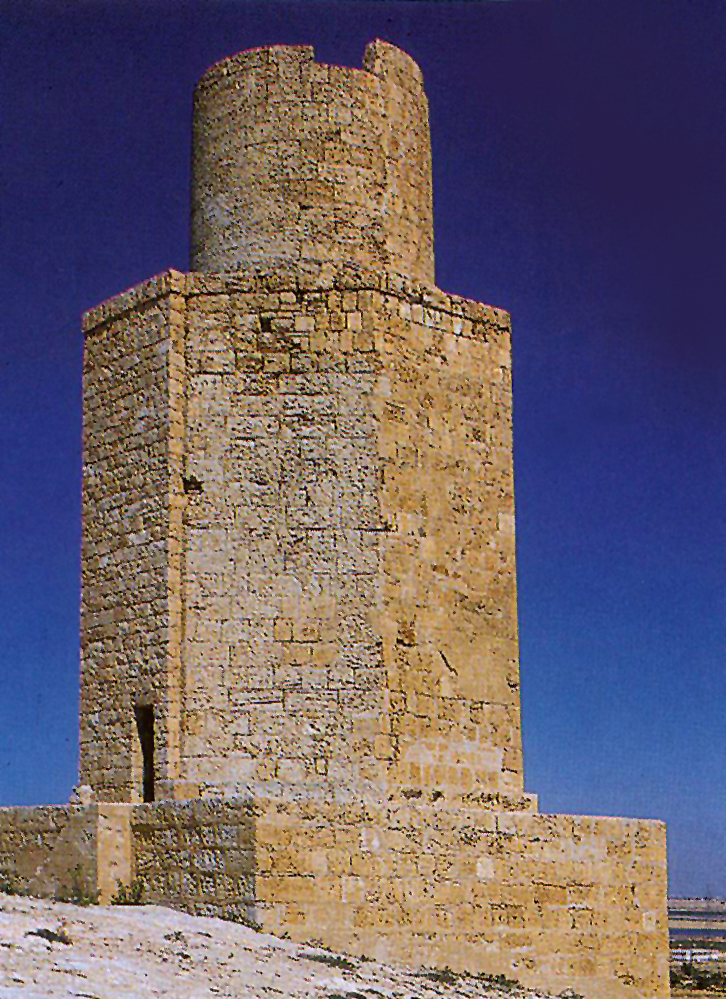
Le phare de Taposiris Magna
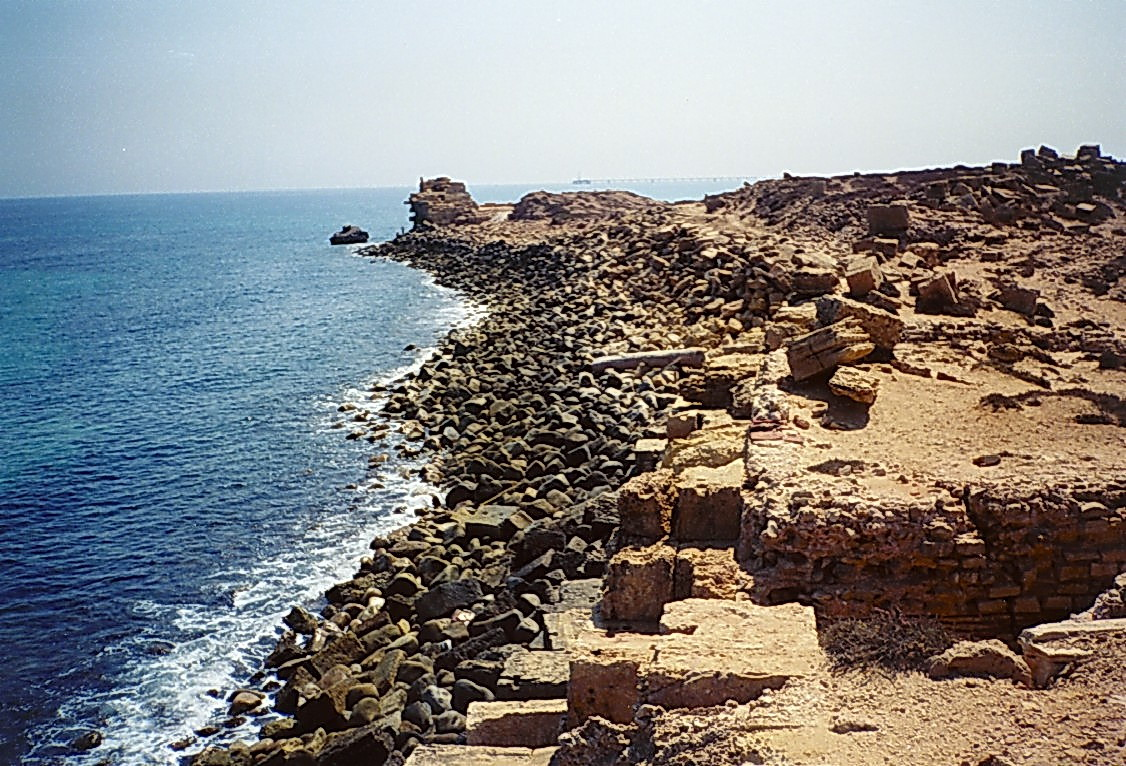
Côte nord de Leptis Magna et ruines du phare (au fond)
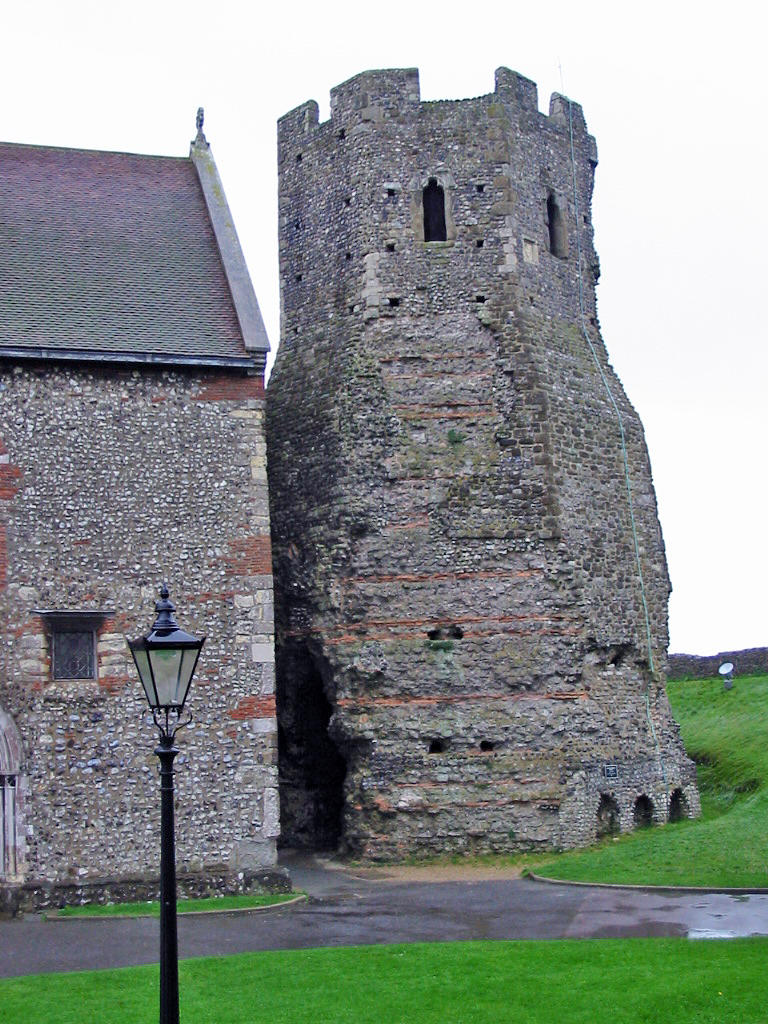
Le phare romain de Douvres
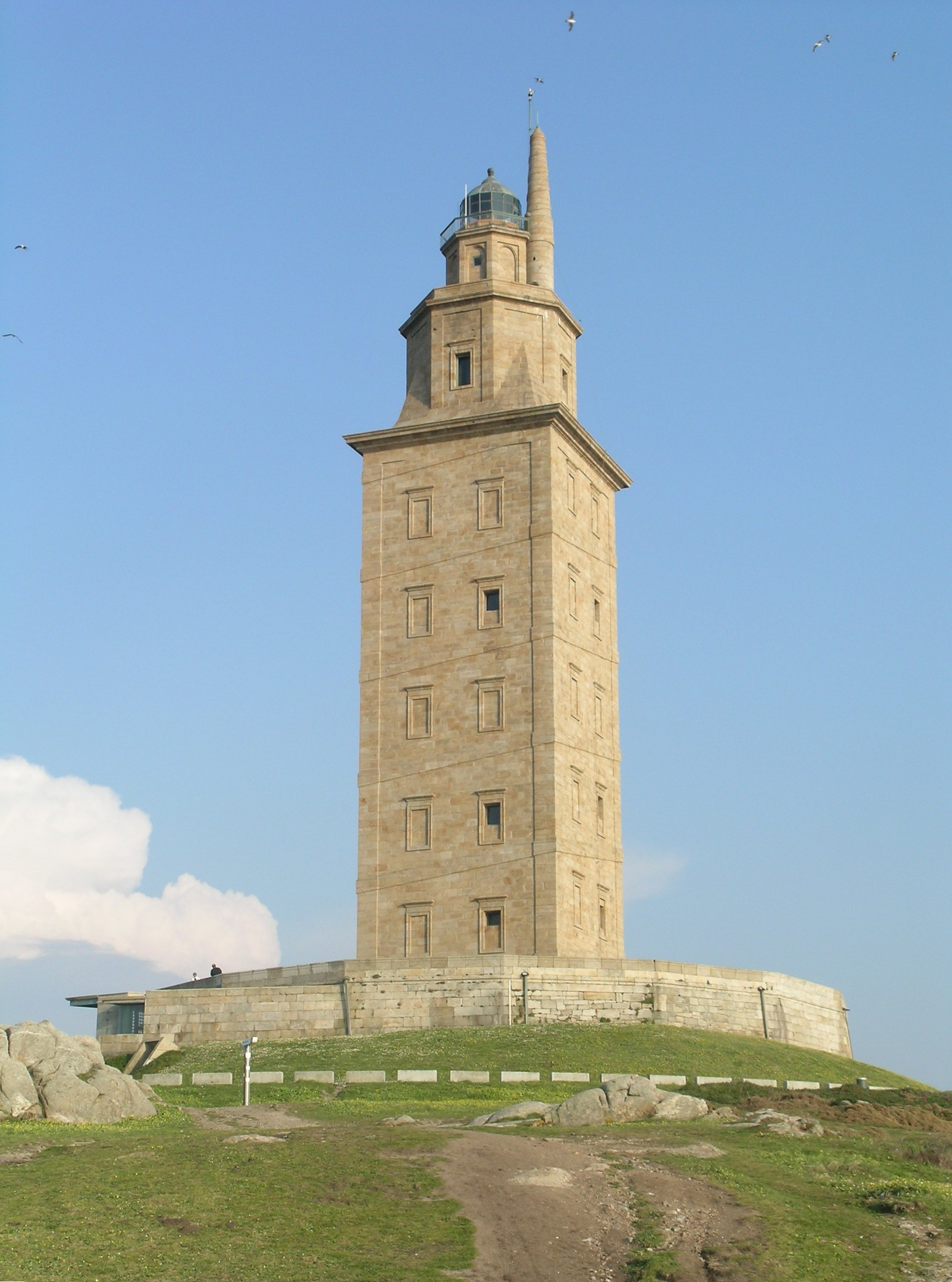
La tour d'Hercule, à La Corogne